# Peter Viggers
Peter John Viggers, né le 13 mars 1938 à Gosport et mort le 19 mars 2020, est un avocat, militaire, homme d'affaires et politique britannique.

## Biographie
Peter John Viggers est le fils de John Sidney Viggers. Après sa scolarité à Alverstoke School et à Portsmouth Grammar School (en), il étudie à Trinity Hall (université de Cambridge), où il obtient un Master of Arts en histoire et droit en 1961, et sort diplômé du College of Law (en) de Guildford en 1967. Il devient avocat cette même année.
Dans le cadre du service national, Viggers est commissionné dans la Royal Air Force le 8 janvier 1957 en tant qu'officier pilote par intérim. Il est reclassé au grade d'officier pilote le 8 janvier 1958 et promu officier d'aviation le 18 mai 1958. Le 20 avril 1958, il est transféré à la Réserve (liste du service national), mettant fin à son service actif. Il quitte sa commission dans la Royal Air Force le 20 juillet 1963. Il rejoint ensuite la Royal Artillery, armée territoriale, le 20 juillet 1963 en tant que lieutenant. Il reçoit l'ancienneté dans ce grade à partir du 20 juillet 1960 puis est nommé capitaine par intérim le 13 janvier 1965 avant d'être promu à ce grade le 13 mars 1965. Le 1er avril 1967, il est transféré à la brigade de Wessex, armée territoriale. À sa propre demande, il est également revenu au grade de lieutenant et obtient l'ancienneté dans ce grade à partir du 18 septembre 1960. Il démissionne de sa commission le 31 mars 1969, mettant fin à sa carrière militaire.
De 1970 à 1979, Viggers est président et directeur de sociétés bancaires, pétrolières, hôtelières, textiles, pharmaceutiques et de capital-risque. Il est président de la société Tracer Petroleum Corporation de Calgary de 1996 à 1998 et de la Lloyd's Pension Fund de 1996. Il est administrateur d'Emerald Energy plc de Jakarta d'avril 1998 à 2003.
Viggers est député de Gosport et vie à quelques kilomètres de son lieu de naissance. Il est élu pour la première fois en février 1974 et est ministre de l'Industrie pour l'Irlande du Nord sous Margaret Thatcher de 1986 à 1989. Il quitte le ministère en 1989 et retourne à l'arrière-ban.
Viggers est nommé Knight Bachelor dans les honneurs d'anniversaire de la reine 2008 « pour services au Parlement. » Il est fait chevalier lors d'une cérémonie au palais de Buckingham le 14 octobre 2008 par la reine Élisabeth II.
Viggers est vice-président de la Royal National Lifeboat Institution. Il est également trésorier honoraire du America All Party Parliamentary Group (en). Pendant quatre ans, il est président des gouverneurs du St Vincent College (en).
Il épouse le Dr Jennifer (Jenny) Mary McMillan en 1968, avec qui il a deux fils et une fille.